# Gaël Bordet
Pour les articles homonymes, voir Bordet.
Gaël Bordet est un romancier français né en 1975.

## Biographie
Après avoir passé son enfance en Afrique (Côte d'Ivoire et Sénégal), Gaël Bordet est d'abord devenu sociologue, s'intéressant plus précisément aux questions relatives au partage de l'eau dans le bassin du Jourdain, puis s'orientant vers la sociologie du théâtre. Il se consacre désormais à l'écriture de fiction.
Petit-fils de Joseph Kerharo, pharmacien-botaniste et spécialiste de la pharmacopée africaine traditionnelle, il a retracé le parcours de son grand-père dans un article synthétique. Cette filiation l'a d'ailleurs amené à s'intéresser toujours davantage au continent africain, auquel il se déclare « profondément attaché », et dont il n'a de cesse d'« explorer la diversité des traits culturels, les contrastes, les imaginaires et les formes d’expression artistiques les plus variées ».

## Parcours en littérature
Son premier roman, Le Cas Rubis C. (Petits contes à régler, tome 1), paru en février 2011 chez Bayard (collection Millézime), revisite les contes de Perrault : le Cyclone, un organisme secret, envoie une équipe de jeunes agents dans les Royaumes de Perrault afin qu'ils enquêtent  sur l'ensorcellement du Chaperon rouge, alias Rubis C. Ce livre est lauréat du Prix NRP de littérature jeunesse 2011 . Également présélectionné pour le Grand prix de l'Imaginaire 2012 dans la catégorie "Romans jeunesse francophones".
« Inspiré à la fois par Shakespeare et les séries américaines, Le Cas Rubis C. mêle avec virtuosité le réel et l'imaginaire ». Ce faisant, il propose une réflexion sur les codes et les jeux littéraires, et revisite le genre des contes de fées en établissant un parallèle avec la mythologie grecque. Ainsi, « en s'inspirant des personnages des mythes et des contes (Cendrillon, le Petit Chaperon rouge, etc.), l'auteur les réinvente dans une aventure hyper-contemporaine ». De ce fait, si ce « roman d’espionnage dans lequel les enquêteurs adolescents affrontent des enchanteurs pervers et des fées maléfiques emprunte au merveilleux certains de ses motifs, structures ou personnages, (il) n’en assume pas moins résolument (son) identité générique première, si bien qu’il faudrait alors parler de croisement entre les modèles, allant de la conflagration entre les codes (...) à leur complémentarité (...) ».
Son deuxième roman, L'Affaire Sherlock H., second tome des Petits contes à régler, paraît en juin 2013 chez Bayard. Il a pour figure centrale le détective consultant Sherlock Holmes, célèbre personnage créé par Sir Arthur Conan Doyle. Confronté à son passé, Holmes est lancé sur les traces de son propre meurtrier en compagnie des jeunes agents du Cyclone – déjà présents dans Le Cas Rubis C. – chargés de lui venir en aide. Le défi est ainsi de taille pour le détective : « Comment Sherlock Holmes et son caractère rationnel pourra-t-il accepter la réalité à laquelle Le Cyclone le confronte ? Et comment résoudra-t-il une affaire qui le fait entrer de plain-pied dans le monde de l'imaginaire, alors même que son créateur et Moriarty veulent plus que jamais sa mort ? »
En septembre 2018, Gaël Bordet figure parmi les douze lauréats du concours de nouvelles Émergences, les auteurs pour les auteurs, organisé par la Charte des auteurs et des illustrateurs jeunesse afin de mettre en lumière des écrivains en voie de professionnalisation. Sa nouvelle, Mamie s'est fait la malle, est sélectionnée avec onze autres textes par un jury composé d'auteurs (Marie-Aude Murail, Clémentine Beauvais, Camille Brissot et Guillaume Nail), de professionnels de l'Édition, et de jeunes lecteurs. Les douze nouvelles retenues ont été réunies dans un recueil, traduit en anglais par Vineet Lal sous le titre Rising Stars !
En mars 2021, paraît aux Éditions Milan le troisième roman de l'auteur, Fureur Moustache, avec des illustrations d'Arnaud Poitevin. Il s'agit d'une parodie burlesque autour du pouvoir totalitaire, dont l'action se situe dans le royaume imaginaire de Zanzivar, « construit tout en bonbons ». Dans ce roman « au scénario loufoque », « tout en rebondissements et en chausse-trappes (...) et mené tambour battant », « l’auteur a multiplié les trouvailles originales et les astuces pour abolir la tyrannie sous toutes ses formes », et « tourner en dérision les dictatures et leur cortège d'absurdités ».
En septembre 2021, paraît chez Hélium Djoliba (La vengeance aux masques d'ivoire). Ce roman, destiné aux grands adolescents et jeunes adultes, propose une enquête policière dans l’empire du Mali au XIVe siècle, « où les croyances, les mythes et la magie noire s'entremêlent », au long du fleuve Niger, dénommé Djoliba en mandingue. Le jeune héros et narrateur, Tiamballé, « va s’inventer un nouveau destin, celui de détective en herbe et de griot, dans un monde peuplé de génies, de guérisseurs et de forces invisibles ». Il s'agit d'un roman « au charme puissant, empreint d’une poésie singulière. Celle des paysages et des cultures de l’Afrique de l’Ouest médiévale, que le lecteur découvre à travers le regard du narrateur, Tiamballé, jeune garçon de la corporation des pêcheurs bozos méprisé par son père qui ne supporte pas d’avoir un fils boiteux ». Ce roman policier « d'une grande originalité (...) mêle habilement les genres (...) et nous emmène à la découverte d’une époque et d’une culture rarement représentées dans la littérature jeunesse. » Djoliba a, en outre, « le mérite de donner à lire un Moyen Âge dépoussiéré de son imagerie d'Épinal d'obscurantisme et d'uniformité (...) tout en ne versant jamais dans la victoire manichéenne du progrès et de la science sur les coutumes et les croyances. De manière beaucoup plus subtile, il entrelace les thèmes et les contradictions : comment préserver la pérennité d'une civilisation locale si l'on refuse les moyens d'en transmettre la mémoire, dans un moment historique où celle-ci s'ouvre sur d'autres sociétés ? »
En mars 2023, paraît chez Voce Verso L'Hippopo d'Hippo, très court roman "première lecture" illustré par Marion Brand.
En septembre 2023, sort chez Actes Sud Jeunesse Mamie s'est fait la malle, roman à destination d'un lectorat junior, illustré par Éric Héliot.
Paraît en octobre 2023 aux Éditions Milan le premier tome de la série Marthe & Mastok, intitulé La vie secrète des monstres, et illustré par Grégory Elbaz. Ce roman s'adresse à un lectorat 8-12 ans. 

## Œuvre

### Romans adolescents
- Djoliba (La vengeance aux masques d'ivoire), hélium, fictions, 2021, 240 p.  (ISBN 978-2-330-15346-5)
- L'Affaire Sherlock H. - Petits contes à régler T.2., Bayard, collection Millézime, 2013, 418 p.  (ISBN 978-2-7470-3616-0)
- Le Cas Rubis C. - Petits contes à régler T.1., Bayard, collection Millézime, 2011, 425 p.  (ISBN 978-2-7470-3432-6)

### Romans junior
- Marthe & les frères Frimm., Éditions Milan (8-12 ans), 2024, 256 p.  (ISBN 978-2-408-03487-0)[32]. Illustré par Grégory Elbaz.
- Marthe & Mastok. T.1. La vie secrète des monstres, Éditions Milan, collection Tilt ! (8-12 ans), 2023, 224 p.  (ISBN 978-2-408-03489-4). Illustré par Grégory Elbaz.
- Mamie s'est fait la malle, Actes Sud Jeunesse, Littérature 9-12 ans, 2023, 240 p.  (ISBN 978-2-330-18092-8). Illustré par Éric Héliot.
- Fureur Moustache, Éditions Milan, Littérature 8-10 ans, 2021, 176 p.  (ISBN 978-2-408-01863-4). Illustré par Arnaud Poitevin.

### Romans première lecture
- L'Hippopo d'Hippo, Voce Verso, collection Ginko, 6-8 ans, 2023, 32 p.  (ISBN 979-10-95030-35-5). Illustré par Marion Brand.

### Nouvelle jeunesse
- Mamie s'est fait la malle, in Émergences. 12 nouvelles pour la jeunesse, nouvelle n°2. Édité par la Charte des auteurs et des illustrateurs jeunesse, 2018, 103 p. Traduction anglaise numérique sous le titre Rising Stars ! par Vineet Lal.

## Prix et distinctions

### Lauréat
- 2023 : Prix Chateaubriand des collégiens 2023, pour Djoliba[33]
- 2018 : L'auteur figure parmi les 12 lauréats du premier concours Emergences organisé par La Charte des auteurs et illustrateurs jeunesse.
- 2011 : Prix NRP de littérature jeunesse, pour Le Cas Rubis C.

### Sélections
- 2024 : Prix Chronos de littérature 2025 - catégorie CM1/CM2, pour Mamie s'est fait la malle[34]
- 2024 : Grand prix des jeunes lecteurs de la PEEP, catégorie CM1-CM2, pour Marthe & Mastok. T.1. La vie secrète des monstres[35]
- 2023 : Prix Chronos de littérature 2023 - catégorie 4e-3e, pour Djoliba
- 2012 : Grand prix de l'Imaginaire, présélection pour Le Cas Rubis C.